# Chef d'État-Major de l'Armée populaire de Corée
Le chef d'État-Major de l'Armée populaire de Corée est la personne qui dirige l'état-major de l'Armée populaire de Corée, la force militaire de la Corée du Nord. Il s'agit actuellement du général Ri Yong-gil, nommé à ce poste en août 2013.

## Liste des chefs d'État-Major de l'Armée populaire de Corée
- Ri Yong-gil (en) (depuis août 2013)
- Kim Kyok-sik (en) (mai 2013 - août 2013)
- Hyon Yong-chol (juillet 2012 - mai 2013)[1]
- Ri Yong-ho (2009 - 2012)
- Kim Kyok-sik (en) (2007 - 2009)
- Kim Yong-Chun (en) (1995 - 2007)
- Choi Kwang (avant 1995)

### Sources et bibliographie
- (en) Cet article est partiellement ou en totalité issu de l’article de Wikipédia en anglais intitulé « Chief of the General Staff of the Korean People's Army » (voir la liste des auteurs).